# Thyrsopteris elegans
Espèce
Synonymes
- Dicksonia elegans (Kunze) Mett., 1861
- Panicularia berteri Colla, 1836

Thyrsopteris elegans est une espèce de fougères de la famille des Thyrsopteridaceae, la seule vivante du genre Thyrsopteris, qui comprend néanmoins de nombreuses espèces fossiles. Endémique de l'Archipel Juan Fernández, elle peut être cultivée à des fins ornementales.

## Taxonomie
L'espèce est décrite par le naturaliste allemand Gustav Kunze en 1834, qui la classe dans le nouveau genre Thyrsopteris sous le nom binominal Thyrsopteris elegans, dans (la) Linnaea : Ein Journal für die Botanik in ihrem ganzen Umfange (lire en ligne), p. 507. Elle a également été classée dans le genre Panicularia par l'Italien Luigi Colla en 1836 sous le nom Panicularia berteri, et déplacée dans le genre Dicksonia par le botaniste allemand Georg Heinrich Mettenius en 1861 sous le nom Dicksonia elegans. Le nom correct reste cependant Thyrsopteris elegans,,.

## Description

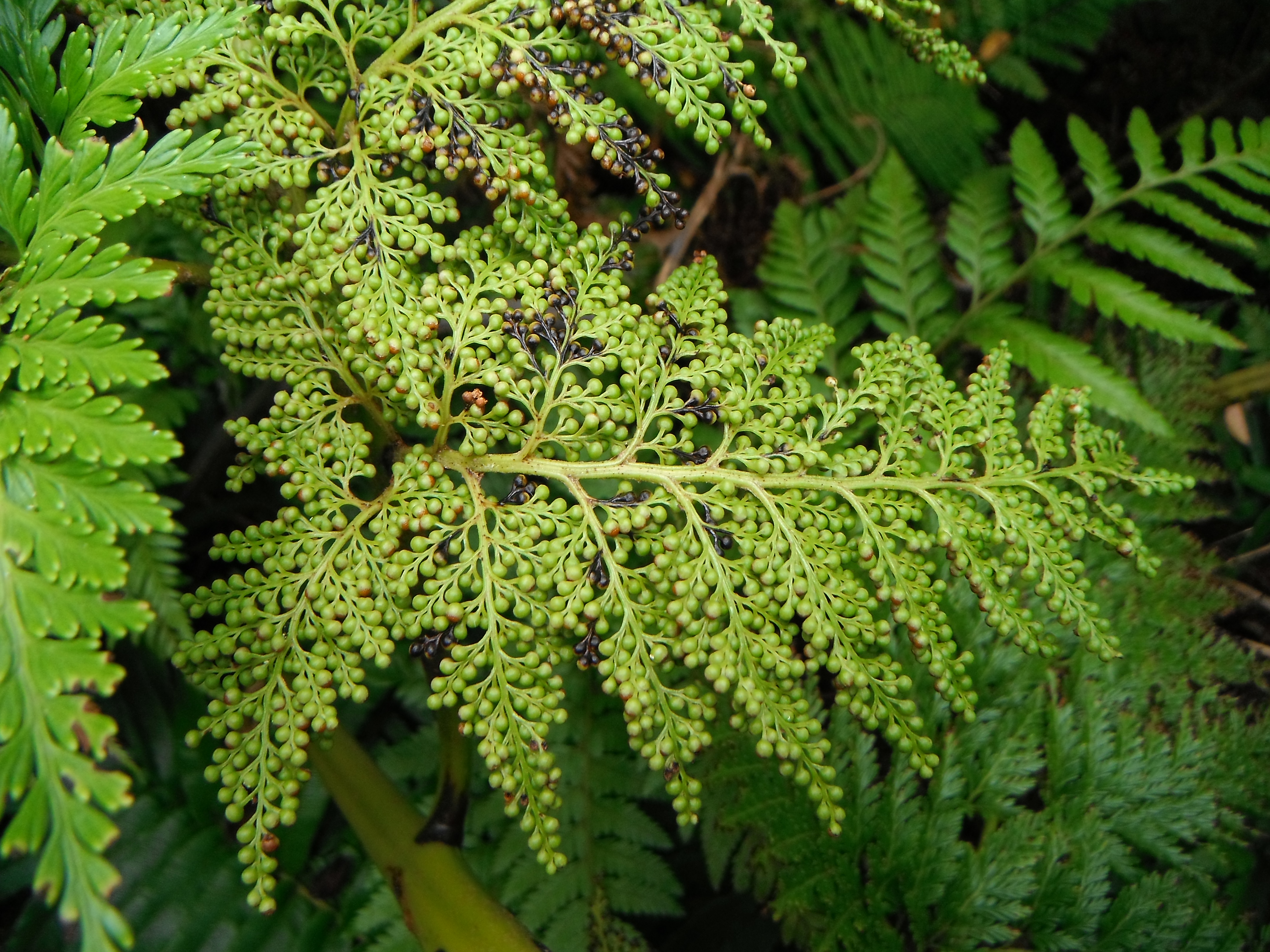
Feuilles.

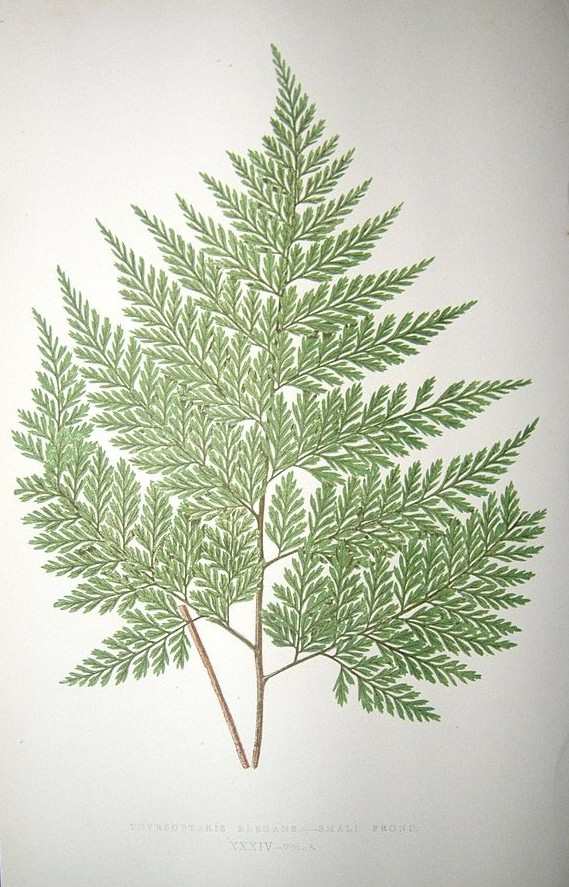
Feuille.

C'est une fougère terrestre qui atteint 2 m de haut et forme un petit tronc chez les spécimens plus âgés. Les spores se trouvent à la base de la lamelle des frondes matures, sur une tige courte. Elles sont maintenues en grappes qui ressemblent à celles des raisins. Les sores sphériques se fendent pour libérer des spores brun foncé.

## Habitat et répartition
Elle est endémique de l'Archipel Juan Fernández,,,. Elle pousse dans les forêts de montagne du sud-ouest, sur les deux plus grandes îles de l'archipel, Masatierra et Masafuera. Masatierra est la plus proche du continent et culmine à 916 m. Ici, cette fougère forme le sous-étage de la forêt dense à une altitude de 400–1 000 m avec Dicksonia berteriana et les espèces de Blechnum. Les espèces d'arbres dominantes dans ces forêts comprennent Cuminia, Fagara et Rhaphithamnus. Masafuera se trouve à 181 km du continent et Dicksonia berteriana est remplacée par Dicksonia externa qui pousse jusqu'à une altitude d'au moins 1 050 m. Le point culminant de cette île est à 1 319 m. La végétation de ces îles est unique, non seulement par son niveau élevé d'endémisme - 62,5 % des 150 plantes à fleurs et 50 espèces de fougères sont endémiques - mais aussi par sa densité d'espèces et la densité de ces endémiques, qui est plus élevée que sur toute autre île océanique. Thyrsopteris est l'un des 12 genres endémiques.

## Plante d'ornement
Elle peut être cultivée à des fins ornementales,,. Les plantes peuvent être multipliées de manière végétative en sectionnant ses stolons une fois qu'ils ont suffisamment de racines pour survivre loin de la plante mère, et en les transplantant dans un milieu drainant libre, par exemple avec de l'écorce et de la perlite, sans engrais ajouté. Ils ont besoin d'une caisse fermée avec une chaleur de fond pour s'établir. Cela peut prendre plusieurs mois selon la taille et l'état de la propagule en question.